# La Guerre au Luxembourg

La Guerre au Luxembourg est un poème écrit en 1916 par Cendrars qui venait de perdre sa main droite au combat, le 28 septembre 1915. C'est le premier livre qu'il a publié après sa blessure. Parue pendant la Grande Guerre, la plaquette a été visée par la censure "à 16 heures, le 11 décembre 1916". 
L'émotion poignante du poème tient au contraste entre les scènes d'enfants qui jouent à la guerre dans le jardin du Luxembourg et les vrais combats qui continuent au front. 
Tirée à 1 000 exemplaires, cette plaquette  est illustrée par six dessins de Moïse Kisling, qui s'était engagé volontaire comme Cendrars dans l'armée française et comme son camarade de combat a été grièvement blessé au cours de la grande offensive de Champagne.

## Éditions
- La Guerre au Luxembourg, Dan. Niestlé, Paris, 1916, avec six dessins de Moïse Kisling.
- La Guerre au Luxembourg, Poésies complètes, Paris, Denoël, 1944. Avec une préface de Jacques-Henry Lévesque. Édition revue et corrigée en 1947.
- La Guerre au Luxembourg, Du monde entier au cœur du monde. Poésies complètes, Denoël, 1957.
- La Guerre au Luxembourg, Poésies complètes, avec 41 poèmes inédits, Paris, Denoël, coll. "Tout autour d'aujourd'hui", t. 1, 2001 (nouvelle édition 2005), avec les six dessins de Kisling. Édition présentée et annotée par Claude Leroy.
- La Guerre au Luxembourg, Du monde entier au cœur du monde. Poésie complètes. Préface de Paul Morand, édition établie par Claude Leroy. Paris, "Poésie/Gallimard", 2006.